# Улица Валли
Улица Ва́лли (эст. Valli tänav) — короткая (165 м) улица в историческом районе Старый город в Таллине, столице Эстонии. Проходит от улицы Виру до Пярнуского шоссе. Участок, на котором расположена улица, находится в поясе укреплений Нижнего города XIII—XVIII веков, внесённых в Государственный регистр памятников культуры Эстонии как памятник архитектуры.

## История
Проложена на месте снесённого участка городской крепостной стены и земляных укреплений перед ней (эст. Vall — вал, насыпь, парапет).

## Застройка
Дом 4 —  (1925, архитектор Александр Владовский)
На улицу выходит часть крепостной стены Таллина с башней Хинке.
Нечётную сторону улицы занимает Горка поцелуев (Музумяги) — маленький городской парк, украшением которого служат две скульптуры — «Миг до поцелуя» и «Миг после поцелуя» (скульптор Тауно Кангро, 2007) .